# I. e. 31
Évszázadok: i. e. 2. század – i. e. 1. század – 1. század
Évtizedek: i. e. 80-as évek – i. e. 70-es évek – i. e. 60-as évek – i. e. 50-es évek – i. e. 40-es évek – i. e. 30-as évek – i. e. 20-as évek – i. e. 10-es évek – i. e. 1-es évek – 1-es évek – 10-es évek
Évek: i. e. 36 – i. e. 35 – i. e. 34 – i. e. 33 –  i. e. 32 – i. e. 31 – i. e. 30 – i. e. 29 – i. e. 28 – i. e. 27 – i. e. 26

## Események

### Róma
- Caius Iulius Caesar Octavianust (harmadszor) és Marcus Valerius Messalla Corvinust (Marcus Antonius helyett, akit a szenátus megfosztott consuli tisztségétől) választják consulnak.
- Octavianus 15 légióval átkel az Otrantói-szoroson és az epirusi Panormus kikötőjében partra száll. Innen délre vonul és az Amvrakiai-öböl északi partján, az Antonius által elfoglalt Actiummal szemben megerősített tábort létesít.
- Octavianus tengernagya, Marcus Vipsanius Agrippa 300 hajóból álló flottájával elfoglalja az Antonius pártjára állt Methónét a Peloponnészoszon, majd lezárja a Korinthoszi-öblöt, elvágva Antonius szárazföldi utánpótlását is.
- A két rivális hónapokon át néz farkasszemet a keskeny öböl két partján, eközben próbálják támadásra ingerelni a másikat. Octavianus egyre jobb helyzetbe kerül, flottája szabadon mozoghat és egyre többen állnak át az ő oldalára. Agrippa Leucasban újabb bázist hoz létre a flottának és elfoglalja Patraet, Antonius korábbi főhadiszállását.
- Szeptember 2. - Kleopátra tanácsára Antonius úgy dönt, hogy flottáját átviszi Egyiptomba. Megpróbálja áttörni Octavius flottájának blokádját, de az actiumi csatában döntő vereséget szenved. Maradék 60 hajójával Egyiptomba menekül.
- Kleopátra tárgyalásokat folytat Octavianusszal, de nem tudnak megegyezni.
- Octavianus megkezdi mauzóleumának építését.
- Nagy földrengés rázza meg Júdeát, amelyben mintegy tízezren vesztik életüket.
- Hat éves építkezés után Heródes befejezi Maszada erődjét és palotáját.

## Halálozások
- Cnaeus Domitius Ahenobarbus, római politikus
- Cassius Parmensis, római költő
- I. Tarkondimotosz, kilikiai király
- Huhanje, hsziugnu király

## Fordítás
- Ez a szócikk részben vagy egészben  a(z)   31 BC című angol Wikipédia-szócikk ezen változatának fordításán alapul.  Az eredeti cikk szerkesztőit annak laptörténete sorolja fel. Ez a jelzés csupán a megfogalmazás eredetét és a szerzői jogokat jelzi, nem szolgál a cikkben szereplő információk forrásmegjelöléseként.